# Wyrzysk
Wyrzysk [vyžysk] (německy Wirsitz) je město v Polsku ve Velkopolském vojvodství v okrese Piła. Je sídlem městsko-vesnické gminy Wyrzysk. V roce 2024 zde žilo 5 071 obyvatel.

## Poloha
Gmina (obec) Wyrzysk má asi 14 500 obyvatel a rozkládá se na území o rozloze 160,7 km². Leží na severním okraji Velkopolského vojvodství; na východě hraničí s okresem Sadki v Kujavsko-pomořanském vojvodství. Z katastrálního území obce je 117,11 km² obsazeno ornou půdou a 19,65 km² lesem.
Wyrzysk leží na plošině Krajna. Jeho jižní hranice je tvořena řekou Noteć s jejími přítoky Lobzonkou, která teče přes nádherné morénové kopce stoupající nad širokým údolím řeky Noteć. Jeden z těchto kopců, Dubová hora (Dębowa Góra), dosahuje výšky 192 m n. m. a je nejvyšším bodem regionu Krajna. Přes 60 % okresu je chráněno jako území mimořádné krásy.
Podmínky vhodné k osídlení se v současném regionu Wyrzysk objevily v období po době ledové. Její pozůstatky jsou nyní k vidění na morénových kopcích podél řeky Noteć. Dřevěné mosty v blízkosti současné Zulawky byly postaveny lidskou činností v této oblasti v následujících 3500 letech, což je jedinečný příklad stavitelských schopností v pravěké Evropě.

## Historie
Ve středověku se Noteć stala přirozenou hranicí mezi regiony Velkopolsko a Pomořansko, které dlouho odolávaly expanzi polské dynastie Piastovců, německých markrabat a od 13. století také Řádu německých rytířů. Časem lidé používali jméno Krajina pro území na sever od řeky Notec. Polský princ Boleslav Ukrutný (1106–1138) dobyl hrady nad řekou Noteć a začlenil Krajnu do svého státu. V následujících staletích byla Krajna připojena k Velkopolsku.
První dochovaná zmínka o Wyrzysku se datuje do roku 1326; jméno tohoto místa bylo později zaznamenáno v tzv. Velkopolském kodexu. Před rokem 1450 byla Wyrzysku pravděpodobně udělena královská privilegia; v roce 1565 se stal městem pod Magdeburským právem. Následkem série válek v druhé polovině 17. a na začátku 18. století se z Wyrzysku fakticky stala vesnice. V roce 1772, po prvním rozdělení Polska, byl Wyrzysk anektován Pruskem. V roce 1773 byla pruským králem Frederickem Velikým obnovena městská práva; král udělal z města centrum administrativy pro stavbu Bydhošťského kanálu a pro regulaci řeky Notec. V letech 1807–1815 bylo město součástí Napoleonova Varšavského vévodství a následně bylo vráceno Prusku na základě výsledků Vídeňského kongresu. Až do konce 1. světové války zůstal Wyrzysk pruský.
V roce 1772, po prvním rozdělení Polska, byla Krajna včleněna do Pruského království. Pruský vládce a jeho následovníci se snažili o germanizaci téměř celého získaného území. Metody, které sloužily tomuto účelu, zahrnovaly zavedení pruské administrativy a vzdělání, podporu pruského osídlení a nákup majetku od polské šlechty. Proto byl Wyrzysk prodán Karolem Rydzynskim králi Frederickovi II. ihned v roce 1773. V letech 1807–1815 náležela oblast Wyrzysku Varšavskému vévodství a v roce 1815 byla opět dobyta Prusy. V roce 1818 se stal Wyrzysk sídlem správního obvodu ve Velkovévodství poznaňském.
Období pruské vlády zrychlilo hospodářský rozvoj, především v zemědělství, kde Prusové na počátku 19. století zrušili zákon roboty. Konflikt vrcholil především v období "Kulturkampfu". Nicméně tlak na germanizaci podpořil narůstající odpor polské populace v Krajně, která tvrdošíjně trvala na svém rodném jazyce a na římskokatolickém náboženství. Tento odpor byl vyjádřen v založení polských institucí, sborů, sportovních klubů, bank a ostatních organizací.
Nově vzniklému Polsku byl Wyrzysk navrácen Versailleskou smlouvou, ačkoliv 53 % obyvatel města byli v té době Němci. Většina z nich dala přednost návratu do Německa jako tzv. optani. Během druhé světové války bylo město okupováno Německem a bylo včleněno do nově vzniklé provincie Danzig-Západní Prusko. V roce 1945 byl Wyrzysk vrácen zpět do Polska.

## Doprava
Obcí prochází státní silnice č. 10 vedoucí ze Štětína do Varšavy. Tato silnice spojuje Wyrzysk s Piłou (37 km) a z Bydhoští (55 km). Železniční stanice v Osieku nad Notečí poskytuje železniční spojení s Piłou (39 km) a s Bydhoští (48 km).

## Osobnosti
- Wernher von Braun (1912–1977) – německý raketový konstruktér a architekt
- Rudolf Bauer (1889–1953) – německý malíř